# Organización territorial de Belice
Belice es un estado unitario que se subdivide en tres niveles: 6 distritos (districts), 31 distritos electorales (constituencies) y 201 municipios (municipalities).

## Divisiones administrativas

### Distritos

Distritos de Belice.

Belice está dividido en seis distritos:
| Distrito    | Capital          | Área                  | Población (2019) |
| ----------- | ---------------- | --------------------- | ---------------- |
| Belice      | Ciudad de Belice | 1663 mi² (4307,2 km²) | 124 096          |
| Cayo        | San Ignacio      | 2006 mi² (5195,5 km²) | 99 118           |
| Corozal     | Corozal          | 718 mi² (1859,6 km²)  | 49 446           |
| Orange Walk | Orange Walk Town | 1790 mi² (4636,1 km²) | 52 550           |
| Stann Creek | Dangriga         | 986 mi² (2553,7 km²)  | 44 720           |
| Toledo      | Punta Gorda      | 1704 mi² (4413,4 km²) | 38 557           |

### Distritos electorales

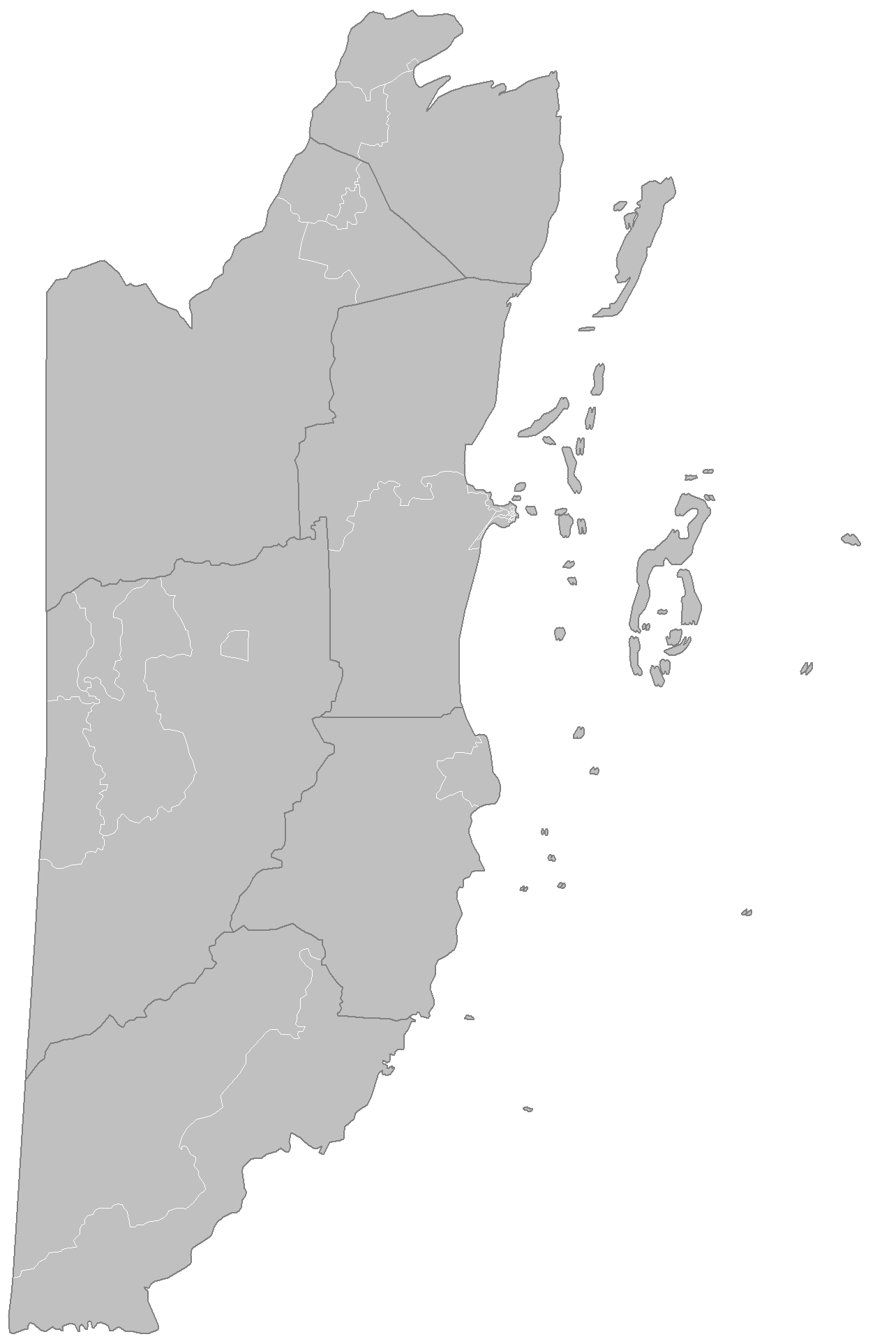
Distritos electorales de Belice.

Los 6 distritos de Belice están divididos políticamente en 31 distritos electorales. Cada circunscripción envía un representante a la Cámara de Representantes de Belice por períodos de cinco años. Esta elección se conoce como Elección General. Cada persona (que tiene derecho a votar) vota por el candidato que le gustaría que representara a su electorado en el Gobierno Central.
Cada partido político nomina un candidato o abanderado para cada circunscripción. El ganador se convierte en el representante de Área de la circunscripción, mientras que el perdedor generalmente sigue siendo el abanderado de esa circunscripción para su partido político.

### Municipios
Belice tiene 201 municipios reconocidos, que constan de 2 ciudades, 7 pueblos y 192 aldeas. Cada tipo de municipio tiene una forma de gobierno diferente según lo define el Título VIII de las Leyes de Belice. El municipio más grande por población en Belice es Ciudad de Belice con una población de 57 164. Los municipios más pequeños por población son los pueblos de Estrella y Honey Camp, cada uno con 37 residentes.